# Buthier
Der Buthier ist ein Fluss im Aostatal in den italienischen Westalpen. Es ist der Nebenfluss der Dora Baltea mit dem größten Einzugsgebiet und gehört ebenfalls zum Flusssystem des Po.
Der Wildbach fließt durch das Tal Valpelline und erreicht den Talgrund der Dora Baltea im Stadtgebiet von Aosta. Der Abfluss in die Dora Baltea entspricht wegen des Baus von Wasserkraftwerken und von Bewässerungsanlagen nicht mehr dem natürlichen limnologischen Regime.

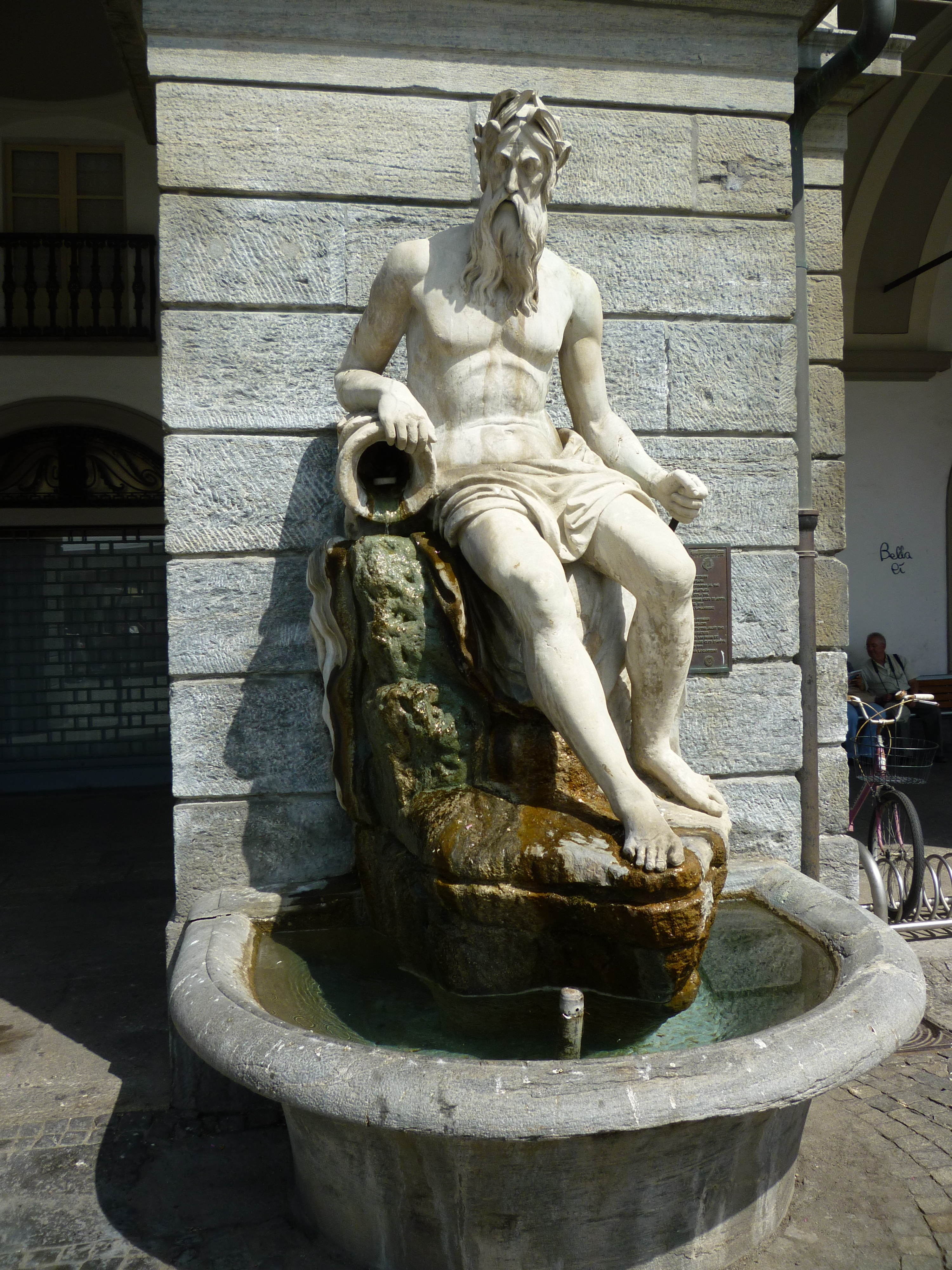
Personifizierung des Flusses Buthier an einem Wandbrunnen am Rathaus von Aosta, Place Émile-Chanoux, Skulptur mutmaßlich des piemontesischen Bildhauers Giuseppe Argenti (1810–1876)

Die etymologische Herkunft des Flussnamens Buthier ist nicht sicher geklärt. Es wurde vermutet, der Name gehe mit jenem der Dora Baltea und auch der Dora Riparia, eines andern Nebenflusses des Po, und weiterer Gewässer der Westalpen auf eine gemeinsame, vielleicht vorkeltische Wurzel zurück. In einem Seitental des Valpelline liegt eine Ortschaft mit dem Namen Buthier.

## Einzugsgebiet
Die vom Buthier und seinen Nebenflüssen entwässerte Landschaft liegt in den Hochalpen, genauer am südwestlichen Rand der Gebirgsgruppe Walliser Alpen (auch Penninische Alpen). Sie erstreckt sich links von der Dora Baltea vom Alpenhauptkamm bis zum Ausgang der Schlucht am Stadtrand von Aosta. Der höchste Berg der Gebirgskette im Quellgebiet des Buthier ist die Dent d’Hérens (4174 m) am östlichsten Punkt des Flussgebietes. Gegen Norden wird das Einzugsgebiet des Buthier, welches das Valpelline und dessen Seitental Vallée du Grand-Saint-Bernard umfasst, über eine Strecke von rund 45 Kilometern durch den Alpenhauptkamm begrenzt. Dieser trennt das Aostatal als kontinentale Wasserscheide vom Kanton Wallis im Flussgebiet der Rhone und bildet in diesem Abschnitt die Staatsgrenze zwischen Italien und der Schweiz. Der Grosse Sankt Bernhardpass ist der einzige Alpenpass vom Aostatal in die Schweiz. Die wichtigeren Berge auf dieser Strecke, die viele Dreitausender und einige Gletscher aufweist, sind die Tête de Valpelline (3798 m), der Mont Brulé (3578 m), der Mont Gelé (3518 m), der Mont Vélan (3727 m) und der Grand Golliat (3238 m). Die Nordabdachung der Bergreihe wird über die Walliser Flussgebiete der Mattervispa, der Borgne und der Drance zur Rhone entwässert. An der Tête Blanche (3710 m) überdeckt der Rest einer Eiskappe die vom Gebirge gebildete Wasserscheide zwischen dem Buthiertal und den schweizerischen Nachbartälern. Mit dem voraussichtlichen Abschmelzen der Gletscher wird die Topographie des Untergrunds in der Zukunft sichtbar.
Westlich schließt an die Buthierlandschaft das Einzugsgebiet der Doire de Ferret im Val Ferret an, das von der Vallée du Grand-Saint-Bernard aus an deren westlichstem Punkt über den Col de Malatra (2928 m) zu erreichen ist. Im Osten folgt die Landschaft des Marmore, der das Tal Valtournenche südlich des Matterhorns entwässert. Beide Flüsse – Doire de Ferret und Marmore – sind wie der Buthier linke Nebenflüsse der Dora Baltea. Zwischen diesen Flusssystemen liegen einige kurze Seitentäler mit Wildbächen (Torrenti), die direkt in die Dora Baltea münden; die größeren davon sind der Torrent Grand Eau im Vallon de Planaval und der Torrent de St-Barthélemy oberhalb von Nus.
Im Südwesten ist das Talsystem des Buthier vom Haupttal der Dora Baltea durch eine Bergkette mit mehreren Dreitausendern getrennt. Markante Gipfel in diesem Bereich sind der Grand Créton (3071 m), die Pointe Valletta (2801 m), der Mont de Flassin (2772 m), der Mont Fallère (3090 m) sowie hoch über der Stadt Aosta die Pointe de Chaligne (2607 m).
Das Gebirgsmassiv östlich des Valpelline beginnt an der Dent d’Hérens und hat im nördlichen Abschnitt einen hochalpinen Charakter mit zahlreichen Bergen von über 3000 Metern Gipfelhöhe und großen Gletschern, die zum Buthier hin entwässern, so wie etwa der Glacier du Château des Dames. Die Punta Margerita (3906 m) über dem Grandes-Muraillesgletscher ist der zweithöchste Berg am Buthiertal. Im südwestlichen Teil ist der Gebirgszug durch mehrere ausgeprägte Seitentäler gegliedert, aus denen starke Nebenbäche in den Buthier münden; von diesen ist der Torrent de Vessonaz, der am Mont Faroma (3073 m) entspringt, mit einer Länge von 7,5 Kilometer der bedeutendste. Im Seitental Combe des Montagnayes in Bionaz, durch welches der drei Kilometer lange Torrent des Montagnayes fließt, liegt das Naturschutzgebiet Riserva naturale Montagnayes. Die Becca de Roisan (2546 m) östlich des Buthier und bereits in der Nähe von Aosta bildet den Abschluss der etwa 35 Kilometer langen Bergreihe.
Im Einzugsgebiet des Buthier befinden sich die Gemeinden Bionaz, Oyace, Valpelline, Ollomont, Doues, Saint-Rhémy-en-Bosses, Saint-Oyen, Étroubles, Allein, Gignod, Roisan und ein Teil von Aosta. Außerdem folgen die Gemeindegrenzen in zwei Abschnitten östlich des Buthier nicht genau der Wasserscheide, so dass auch eine kleine, vergletscherte Fläche der Gemeinde Torgnon und das Parleaztal von Saint-Christophe im Buthiergebiet liegen.
Im Valpelline liegen mehrere Seen. Der Lac de Place Moulin im Haupttal und die Diga de By bei Ollomont sind Stauseen. Hoch an den Bergflanken befinden sich in den Seitentälern etwa zwanzig Bergseen, darunter der See auf der Passhöhe des Grossen Sankt Bernhard, der auf der Landesgrenze liegt, aber nach Italien entwässert, und der Lac Mort oberhalb von Place Moulin und cer Lac d’Arpisson. Im Talgrund liegt bei Dzovennoz der Lac de Lexert.

## Hydrologie
Mit seinem Flussgebiet, das sich vom vergletscherten Hochgebirge auf über 4000 Meter bis zur Mündung in die Dora Baltea auf 560 Meter erstreckt, hat der Buthier ein komplexes Abflussregime. Seine Quellen liegen in der nivalen Höhenstufe, und so ist der Fluss dort auf einem kleinen Abschnitt vom glaziären Regime abhängig, während sein Abfluss im übrigen Talgebiet dem Schnee-Regen-Regime entspricht.
Mit dem Stauwerk Place Moulin kann der Abfluss im oberen Talbereich des Valpelline ausgeglichen werden. Im Flussgebiet befinden sich mehrere Pegelstationen.
Nicht alles Wasser aus den Bergtälern des Valpelline verlässt das Flussbecken des Buthier über dessen Mündung in die Dora Baltea. Ein beträchtlicher Anteil des minimalen Abflusses wird vorher, nördlich von Aosta, mit einem Kraftwerkkanal und mehreren historischen Bewässerungskanälen in Nachbarabschnitte des Aostatals geleitet.
Der Schwemmkegel des Buthier im Dora-Balteatal bildet heute vor der Signayesschlucht eine schwach gegen Süden geneigte Ebene. Die Dora Baltea ist in diesem Abschnitt deshalb ganz an die rechte Seite des Tals gedrängt worden. Im Untergrund weist das Flussgeschiebe eine Mächtigkeit von etwa 200 Metern auf. So tief hat der südliche Mont Blancgletscher, der in der letzten Kaltzeit beim Höchststand bis in die Po-Ebene vorstiess, das Tal ausgeräumt. Eine noch heute am Berghang östlich von Aosta erkennbare Seitenmoräne des ehemaligen Buthier- oder Valpellinegletschers zeigt die Höhe des Gletschers bei einem letzten hohen Stadium an. Als die Gletscher vor rund 20'000 Jahren zurückwichen, gaben sie beim heutigen Aosta ein Tal frei, dessen Sohle viel tiefer lag als die heutige Oberfläche. Noch in der Endphase der Würm-Kaltzeit begann sich die Senke mit Moränenschutt, Bergsturzmaterial und dem Geschiebe der Gletscherbäche zu füllen. Das vom Buthier in das Tal verfrachtete Material vermischte sich periodisch mit dem Flussgeschiebe der Dora Baltea aus den oberen Bergtälern. Die Schichten aus Gestein, Kies und Sand bilden heute im Tal bei Aosta einen großen Grundwasserspeicher, der auch vom Buthier gespiesen wird.

## Verlauf
Der Buthier entsteht als Gletscherbach unterhalb des Tsa de Tsangletschers, der den obersten und nördlichsten Abschnitt des Einzugsbereichs westlich der Tête de Valpelline bedeckt. Das Ende der in geteilte Abschnitte zerfallenden, seit Jahrzehnten stark abschmelzenden Gletscherzunge, aus welcher mehrere Schmelzbäche herausfließen, liegt an einer Steilstufe des Gebirges auf etwa 2800 m (Stand um 2020). In einer kleinen Vertiefung am Berghang hat sich inzwischen ein neuer Gletscherrandsee gebildet.
Über den Schuttkegel, der vor dem Gletscher aus Moränenmaterial entstanden ist, fließen die einzelnen Gletscherbäche in die nahe oberste Talstufe herunter, wo sie sich auf etwa 2500 m in einem weiteren Gletscherrandsee sammeln, den das Geschiebe allmählich auffüllt.
Der Buthier, oder hier auch Buthier de Valpelline, fließt durch das schmale Tal zwischen den hohen Wällen der ehemaligen Seitenmoränen des Gletschers gegen Süden und nimmt auf einer Strecke von anderthalb Kilometern von links die drei Gletscherbäche unter dem breiten Grandes Murailles-Gletscher auf, der westlich von der Dent d’Hérens (4174 m) ins Tal herunterfließt. Die stärkste Zunge dieses Gletschers erstreckt sich noch bis etwa 500 Meter über dem Talboden des Buthier. Noch in der zweiten Hälfte des 20. Jahrhunderts vereinigten sich die beiden Gletscher Tsa de Tsan und Grandes Murailles im Talgrund nahe der Tsa de Tsan-Alp, und der Buthier floss aus nur einem Gletschertor; seither sind beide Gletscher stark geschwunden und der Bergfluss ist inzwischen mehrere Kilometer länger geworden. Diese Tendenz dürfte in den nächsten Jahrzehnten gleich bleiben, falls der Tsa de Tsangletscher weiterhin stark zurückweicht. Für einen neu entstandenen seitlichen Quellbach des Buthier hat sich in der Geografie inzwischen der provisorische Name Buthier des Grandes Murailles ergeben. Zwischen den beiden Gletschern steht die Schutzhütte Rifugio Aosta.

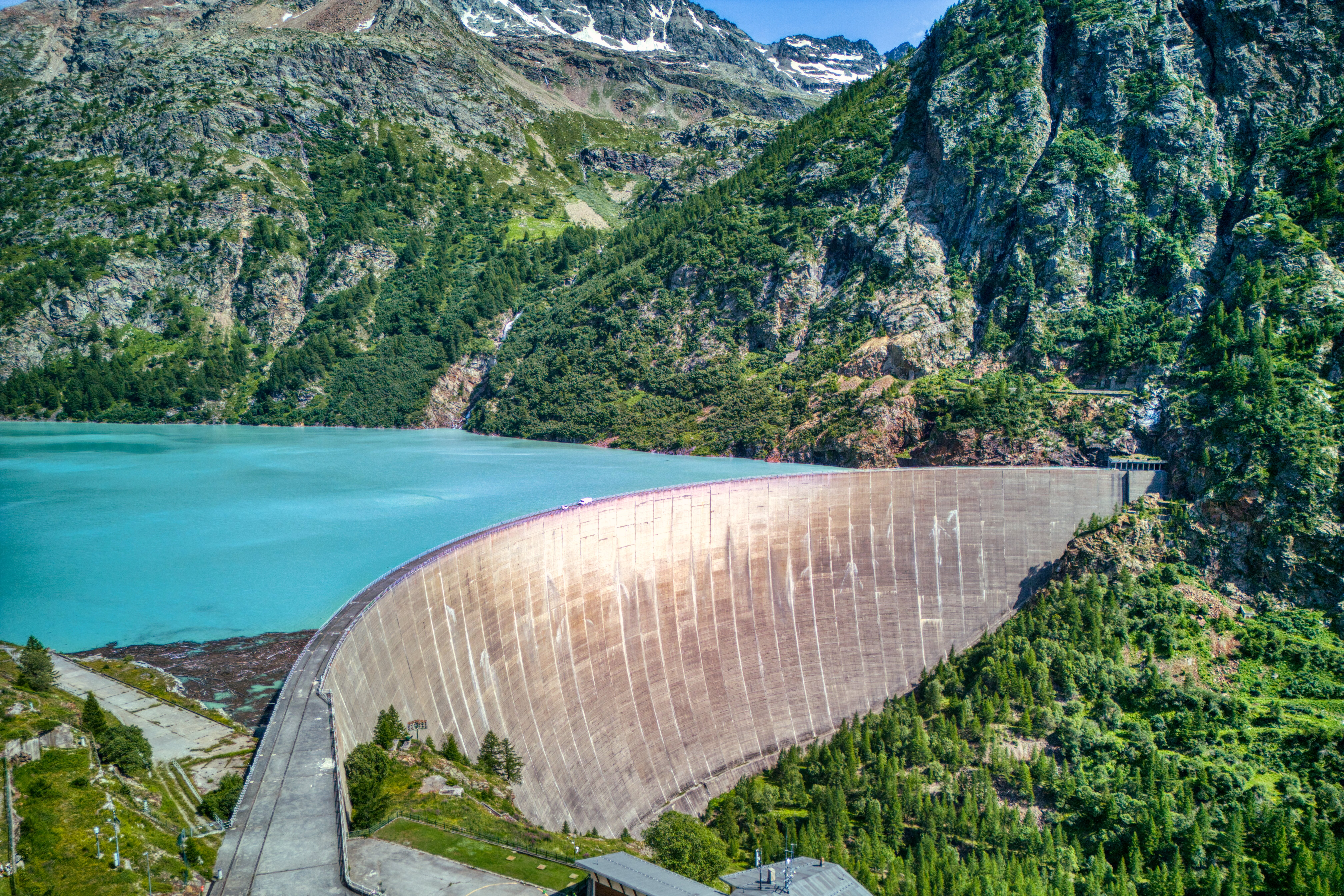
Staumauer des Place-Moulinsees

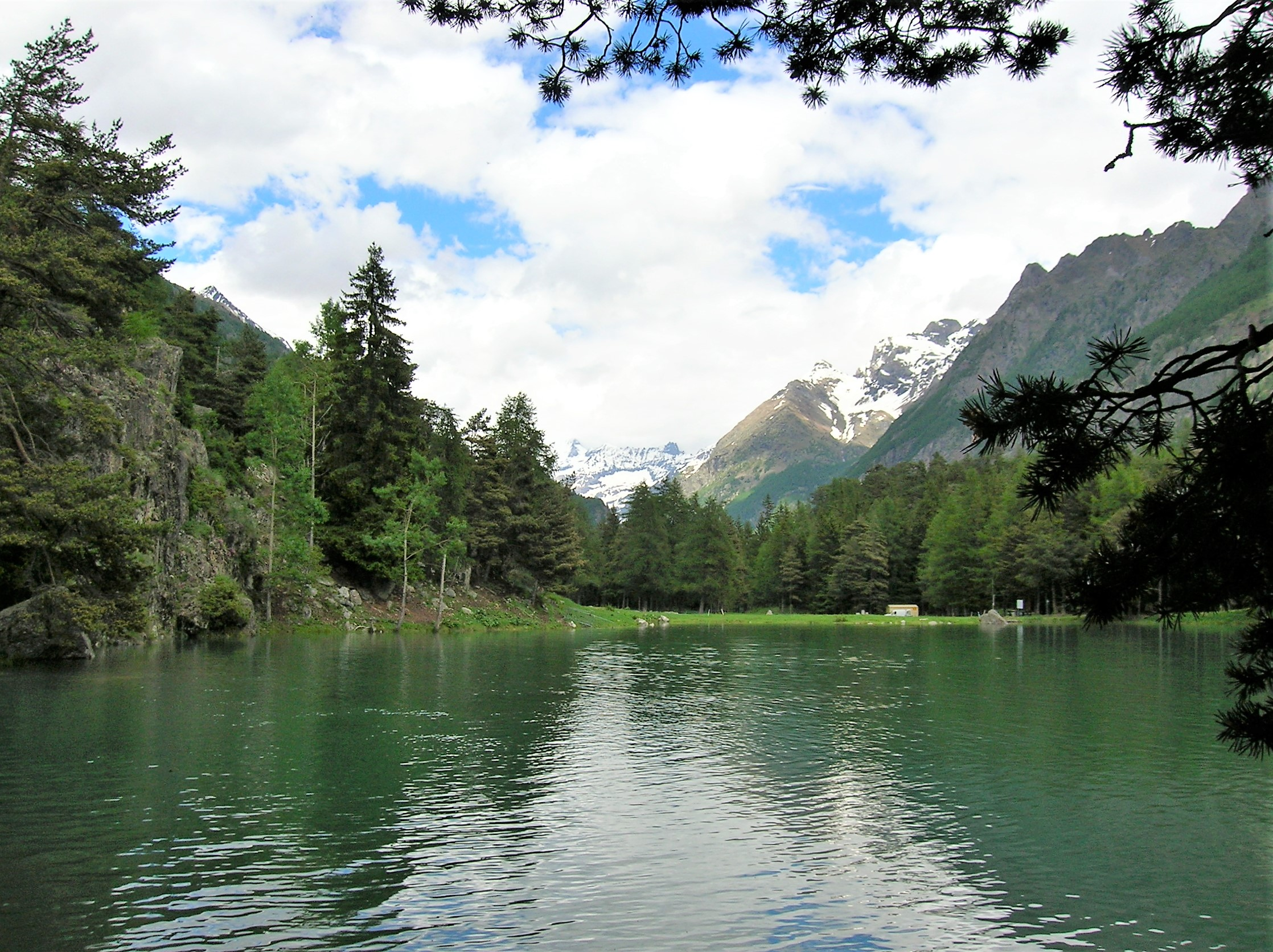
Der Lexertsee

Das Tal des Buthier verläuft etwa sechs Kilometer in südlicher und dann in südwestlicher Richtung bis zum Stausee Lac de Place Moulin, der eine Länge von vier Kilometern hat und dessen Oberfläche auf der Höhenkote von 1950 m liegt. Die von 1955 bis 1965 im Auftrag des Consorzio Elettrico Buthier begonnene und von der Ente Nazionale per l’Energia Elettrica (ENEL) fertiggestellte Staumauer gehört mit der Höhe von 155 m und der Breite von 678 m zu den größten Talsperren der Erde. In Italien ist sie nach der Alpe-Gera-Talsperre in der Lombardei die zweithöchste ihrer Art. Der Damm und der Stausee erhielten ihren Namen nach der Alpsiedlung Place Moulin, bei welcher die Staumauer steht. Die linke Talflanke ist im Bereich des Stausees sehr steil, während die rechte, der Sonne ausgesetzte Seite eine flachere Terrasse bildet, wo die Alpsiedlungen Pessaou und Grésime liegen. Die Landschaft am See ist ein bekanntes Reiseziel im Aostatal und der See ist für das Fischen geeignet. Im see kommen vor allem die Bachforelle und die Rotforelle vor.
Bis unterhalb des Stausees erreichen mehrere seitliche Bergbäche den Buthier, deren Quellen bei den zahlreichen kleinen Restgletschern an den steilen, hohen Bergen auf beiden Seiten des oberen Valpelline liegen. Viele dieser Berggipfel sind mehr als 3000 Meter hoch. Die größeren Seitenbäche des Buthier in diesem Abschnitt sind der Torrent de Valcornière und der Torrent d’Oren.
Unterhalb des Place-Moulinsees fließt der Buthier etwa 20 Kilometer weit durch das enge, streckenweise schluchtartige Tal. Aus Seitentälern nimmt er widder einige Nebenbäche auf, so den Torrent de Vessonaz, den Torrent de Verdonnaz, den Torrent de Verdignolaz, den Torrent de Brison und den Torrent d’Arpisson. An Alpsiedlungen und den kleinen Weilern Bionaz, Dzovennoz, Chentre, Oyace, Vernosse, Thoules und Semon vorbei erreicht er den Talkessel des Hauptorts Valpelline, wo auf 906 m der rechte Seitenbachs Buthier d'Ollomont einmündet.
Von Valpelline aus zieht sich das enge, tief eingeschnittene Tal auf dem letzten Abschnitt in südlicher Richtung zehn Kilometer bis Aosta hin. Bei Roisan mündet von rechts aus dem Tal Vallée du Grand-Saint-Bernard der Seitenfluss Artanavaz, dessen Quellbach an der Aiguille d’Artanavaz entspringt, in den Buthier. Bei Etroubles fließt der Torrent du Grand-Saint-Bernard, der vom Bergtal westlich des Grossen Sankt Bernhardpasses kommt, in den Artanavaz. Durch die Schlucht zwischen den Ortschaften Signayes an der rechten, westlichen Talflanke und Porossan auf der linken Seite (beides Ortsteile der Stadt Aosta) fließt der Buthier in das zwei Kilometer breite Tal hinaus. Am Ostrand des Stadtgebiets von Aosta mündet er unterhalb des Stahlwerks Cogne auf der Höhe von 560 m in die Dora Baltea.
Bei Aosta bestehen heute mehrere Flussübergänge über den Buthier. Die Talautobahn Europastraße 25, eine Fahrradbrücke, die südliche und die nördliche Umfahrungsstrasse der Stadt, Werkbrücken, die Eisenbahnlinie Aosta-Chivasso, die Hauptstrasse auf der Brücke Pont de pierre, die rue de l'ancienne vitrerie, die route de Saumont und die Zufahrtsstrasse zum Grossen Sankt Bernhard Europastraße 27 überspannen den Fluss.

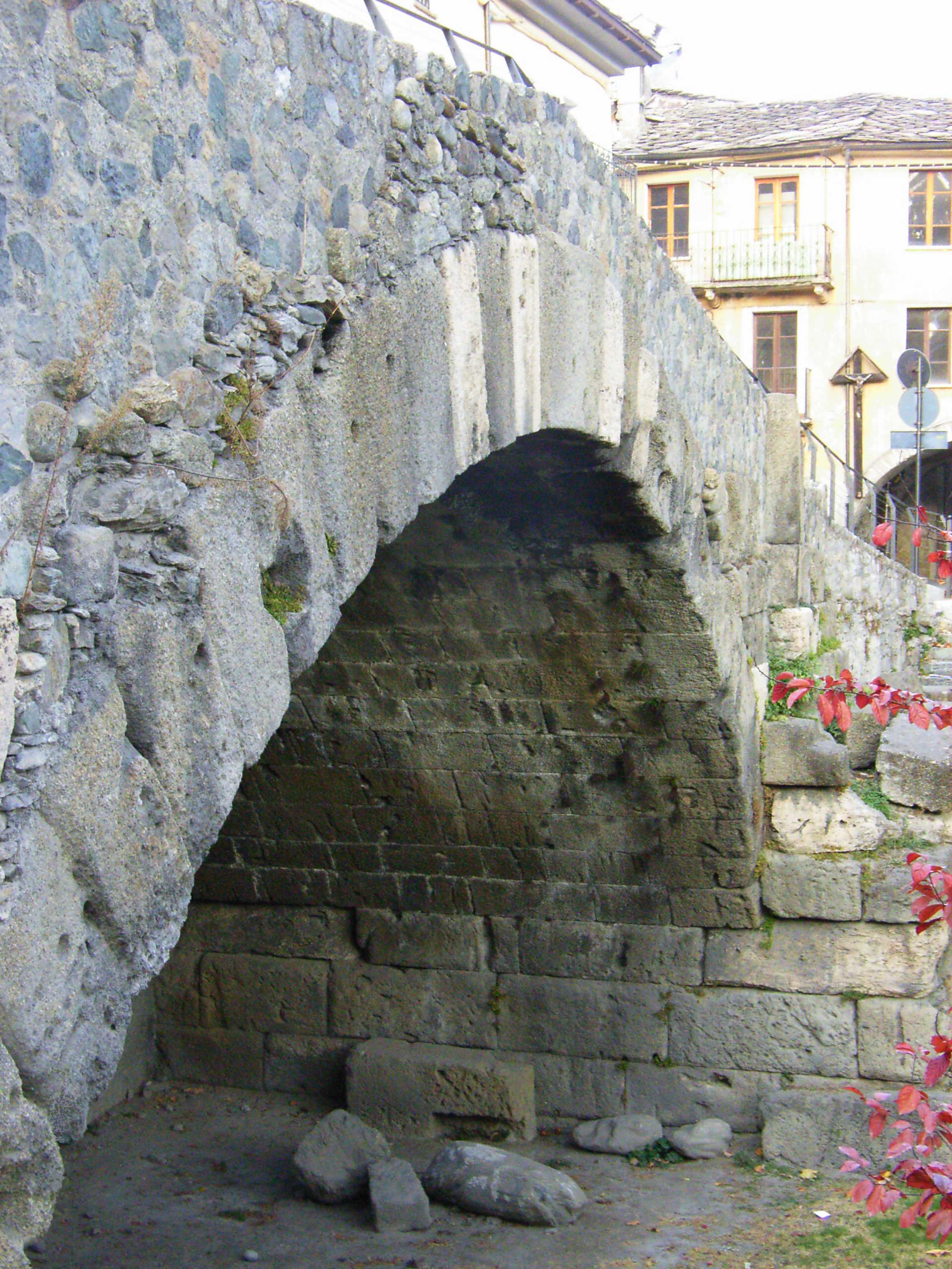
Die römische Steinbrücke Pont de pierre über das ehemalige Flussbett des Buthier bei Aosta

## Naturgefahren und Flussbau
Auf dem weiten, ziemlich flachen Schwemmkegel des Buthier im Dora Baltea-Tal liegt seit antiker Zeit die Stadt Aosta. Der Historiker Jean-Baptiste de Tillier (1678–1744) aus Aosta berichtet von verschiedenen flussbaulichen Maßnahmen am Buthier. Ein Hochwasser dieses Wildbaches wird in einer legendenhaften Erzählung über die Eroberung des von den Salassern bewohnten Aostatals durch die Römer erwähnt. Und auch die Lebensgeschichte des in Aosta populären heiligen Ursus aus dem Frühmittelalter kennt eine solche Überschwemmung:
«Als einstens der Fluß Bauthegius genannt, der von dem Alp-Gebürg herunter fallet un die gemeldte Stadt Augusta vom Aufgang der Sonnen her umgibet, dergestalten sich ergossen, daß er nit allein die Felder, Aecker und Wein-Gärten mit Sand überschwemmet und mit Steinen verschittet, sondern auch die Stadt-Mauren niderrisse und die Stadt samt deren Innwohnern in gröste Gefahr setzte, und dies der Heil. Priester Ursus gesehen, begab er sich alsobalden in das Gebett, und bittet Gott eyfrig um Abwendung dises Ubel und Ellends, und kaum ware solches verrichtet, da ist der Fluß noch dieselbe Stund in seinen alten Rünnsall zuruck gangen.»
Die römischen Baudenkmäler von Aosta sind teilweise im unteren Bereich im Geschiebe auf dem Schwemmkegel des Buthier versunken. Dass der Fluss gelegentlich seinen Verlauf auf dem Schwemmland veränderte, ist gut daran zu erkennen, dass die erhaltene römische Flussbrücke Pont de pierre östlich der Altstadt von Aosta heute auf trockenem Land steht. Historische Quellen bezeugen seit dem Mittelalter, dass der Fluss seinen Lauf änderte. Zeitweise sind zwei Bachläufe in der Nähe der Mündung in dei Dora Baltea erwähnt: der Magnus Bauthegius, also der «Grosse Buthier», und der Parvus Bauthegius, also der «Kleine Buthier». So musste für die Talstrasse bei Aosta über das neue Flussbett beim römischen Augustusbogen eine hölzerne Brücke gebaut werden, die auch Pons arcus genannt wurde; 1772 ersetzte man sie durch eine gemauerte Brücke, die 1862 neu gebaut und 1960 verstärkt wurde.
Aus historischen Quellen sind mehrere Hochwasser des Buthier bekannt. Im Jahr 1519 setzte er die Vorstadt Sankt Ursus bei Aosta unter Wasser. Im Hochwasser von 1846 kamen im Valpelline sechs Personen ums Leben. 1866 zerstörte der Fluss im gleichen Tal Valpelline mehrere Brücken, 1868 beschädigte er Industrieanlagen bei Aosta, 1914 zerstörte er Brücken und eine Fabrik, und in den Jahren 1920, 1957 und 2017 ereigneten sich in seinem Einzugsgebiet wieder schwere Überschwemmungen, und zum verheerenden Jahrhunderthochwasser im Aostatal im Jahr 2000 trug der Buthier ebenfalls mit einem hohen Wasserstand bei.
Den aufwendigste flussbaulichen Eingriff am Buthierlauf bildete der Bau des Place Moulinsees. Während in den Bergtälern kaum größere Schutzbauten an den Gewässern nötig waren, weil die Siedlungen auf höheren Talstufen liegen, wurde das Flussbett bei Aosta aufwendig gesichert. Auf den letzten zwei Kilometern unterhalb des Saumontwehrs ist der Buthier für den Hochwasserschutz neben der ausgedehnten Siedlung kanalisiert und mit Sohlschwellen und Mauern befestigt.
Automatische hydrologische Messstationen, die bei definierten Koten für gefährliche Hochwasser den Wasseralarm auslösen, befinden sich am Buthier bei Bionaz und bei Roisan sowie an den Wildbächen Ollomont und Artavanaz.

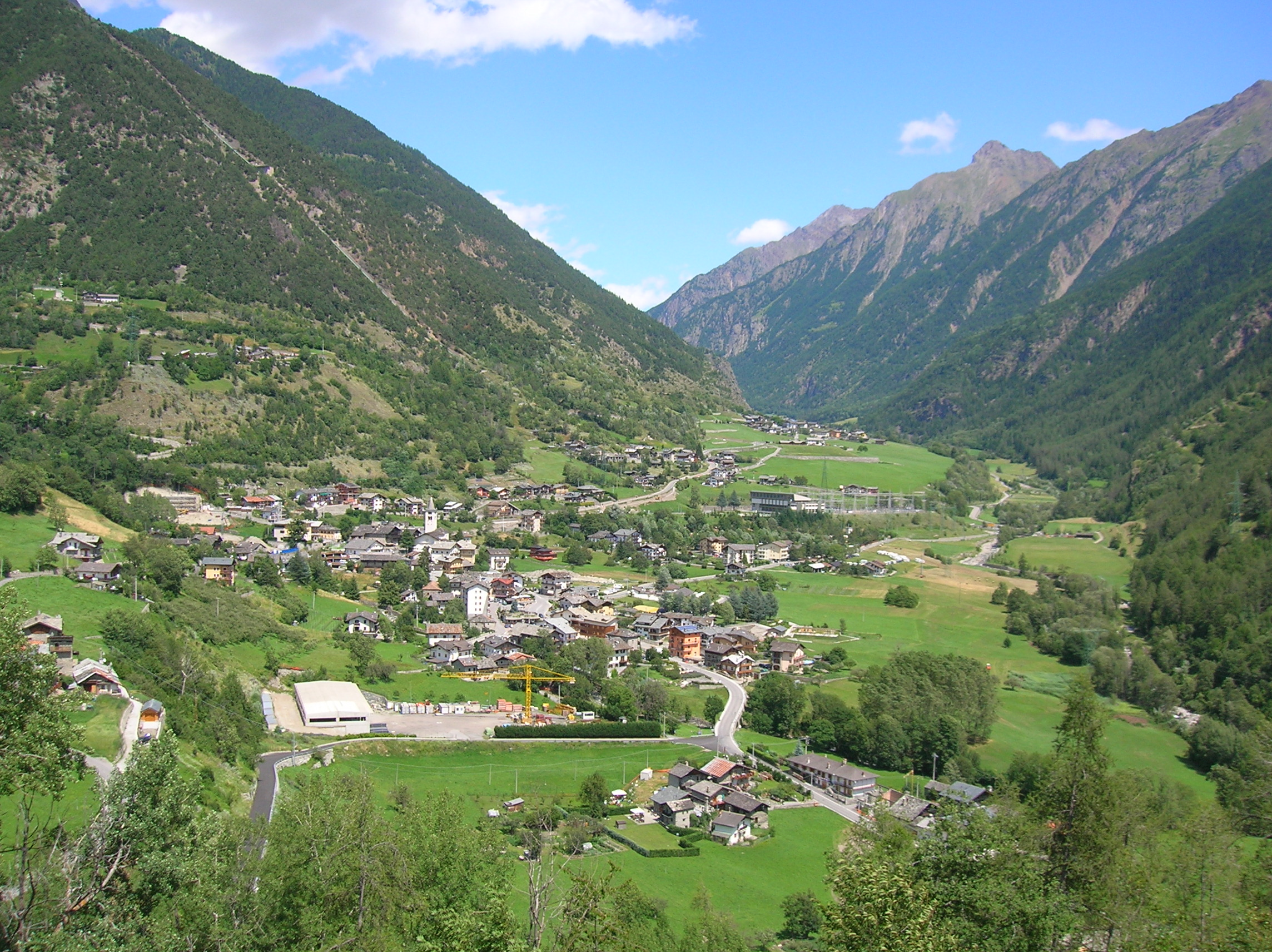
Die Ortschaft Valpelline mit dem Elektrizitätswerk, rechts der Fluss Buthier

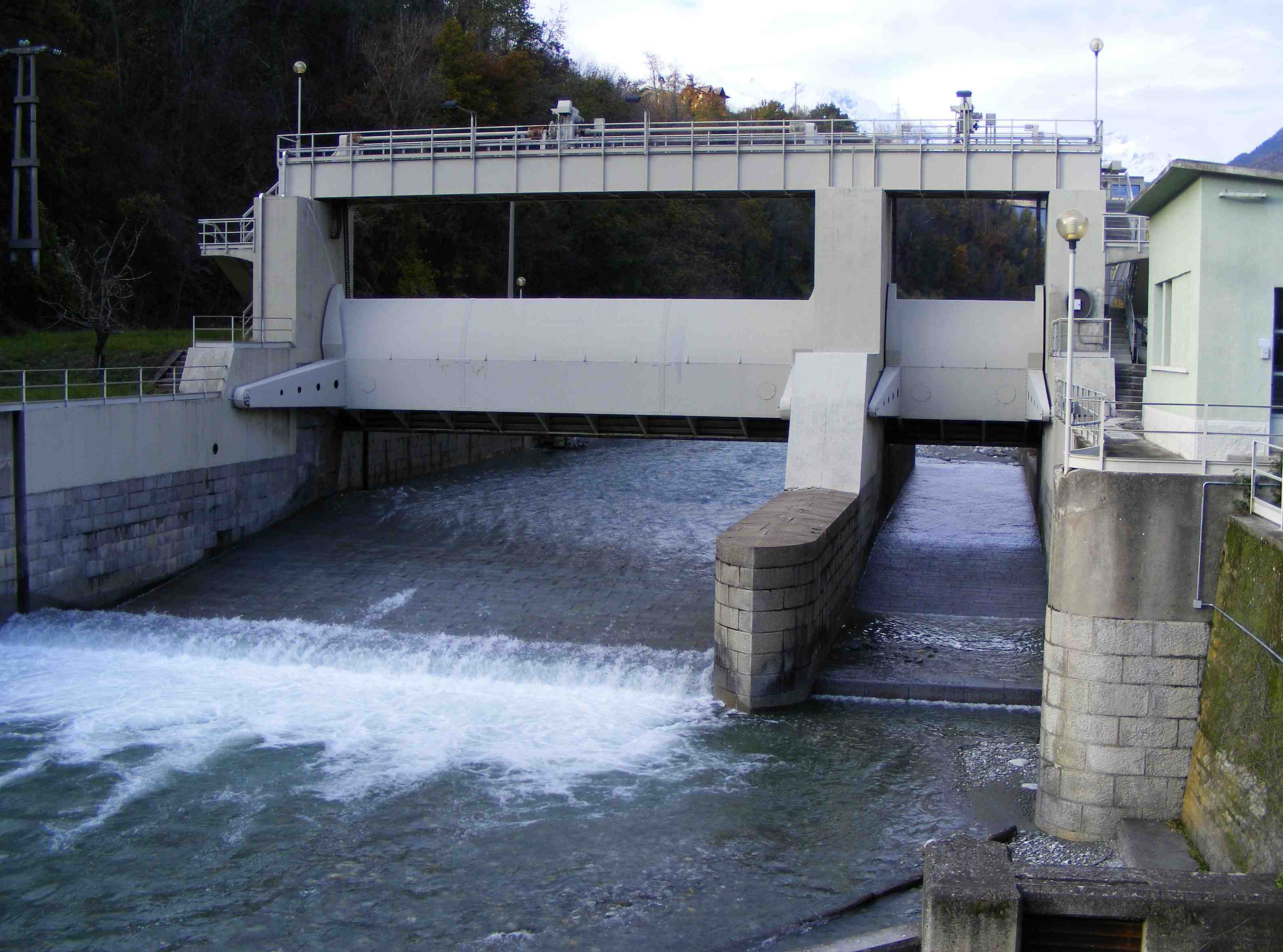
Sperrwerk im Fluss Buthier bei Aosta für den Oberwasserkanal des Kraftwerks Quart

## Nutzung des Wassers
Bei Aosta sind archäologische Überreste von zwei Aquädukten nachgewiesen worden, mit welchen Frischwasser aus dem Buthiertal in die römische Stadt Augusta Prætoria geleitet wurden.
Am Unterlauf des Buthier und an seinen Zuflüssen liegen mehrere alte Kanäle, die den Suonen bzw. Bisses im Wallis und den Waalen im Tirol und Südtirol entsprechen. Im Aostatal werden diese künstlichen Wasserläufe, die auf römische Aquädukte wie den noch erhaltenen, inschriftlich datierten Pont d’Aël zurückgehen, mit dem frankoprovenzalischen Wort Rû, (ausgesprochen «rü») bezeichnet. Bei Valpelline zweigt gegen links der etwa 16 Kilometer lange Aquädukt Ru Pompillard vom Buthier ab, der im Jahr 1409 gebaut worden ist. Der Kanal, der einige historische Bauteile aufweist, bewässert das Landwirtschaftsgebiet von Saint-Christophe östlich von Aosta. Bei Porossan überquert der ebenfalls vom Buthier abgeleitete Ru Prévôt oder Ru du Seigneur de Quart auf der 68,5 Meter langen mittelalterlichen Kanalbrücke von Grand Arvou den Wildbach von Parléaz. Dieser Kanal ist in Dokumenten des Propstes Heinrich von Quart seit 1306 erwähnt. Weitere Bewässerungskanäle sind an den Seitenbächen des Buthier angelegt, so wie der Ru de By bei Ollomont und der Ru Neuf bei Buthier. Der Kanal Rivus Ville, französisch Ru de ville, bei Aosta ist bereits in der Freiheitsurkunde des Grafen Thomas von Maurienne, der sich als erster auch Graf von Savoyen nannte, für die Stadt aus dem Jahr 1191 erwähnt. Er ist einer der mittelalterlichen Aquädukte zur Stadt Aosta.
Am Buthier liegen zwei Wasserkraftwerke des Energieunternehmens Compagnia Valdostana delle Acque/Compagnie Valdôtaine des Eaux, die seit 2000 die früher von Enel im Aostatal aufgebauten Anlagen betreibt. Das alte kleine Kraftwerk Saumont bei Aosta aus dem Jahr 1929 ist außer Dienst gestellt.
1951 bildeten das Stahlwerk Cogne, die Azienda elettrica municipale von Turin und die staatliche Eisenbahngesellschaft Italiens die Gesellschaft Consorzio elettrico del Buthier (CEB). Oberhalb von Valpelline befindet sich das Valpellinekraftwerk und bei Aosta steht das im Jahr 1951 in Betrieb genommene Kraftwerk Signayes. Ausgenützt wird das Gefälle des Buthier und der Bäche Artavanaz und Ollomont. Zum System gehört der Stausee Lac de Place Moulin, der größte künstliche See des Aostatals mit einer der höchsten Staumauern Italiens, die auch eine der höchsten bogenförmigen Staumauern Europas ist. Am Oberlauf des Torrent Ollomont liegt der kleine Stausee Diga di By, der ebenfalls zum Kraftwerksystem im Tal gehört. Das Wasser sammelt sich bei Erebin in einem Ausgleichsbecken und fällt von dort durch eine Druckleitung zur Zentrale Signayes hinab.
Unterhalb des Kraftwerks von Signayes wird das bei Sarre aus der Dora Baltea in einen Kanal ausgeleitete Wasser mit einer Kanalbrücke bei der Strada Saumont über den Buthier geführt; zusätzlich wird an dieser Stelle bei einem Stauwehr Wasser dem Buthier entnommen. Von hier führt der unterirdische Oberwasserkanal talabwärts zum 1955 gebauten Kraftwerk von Quart.

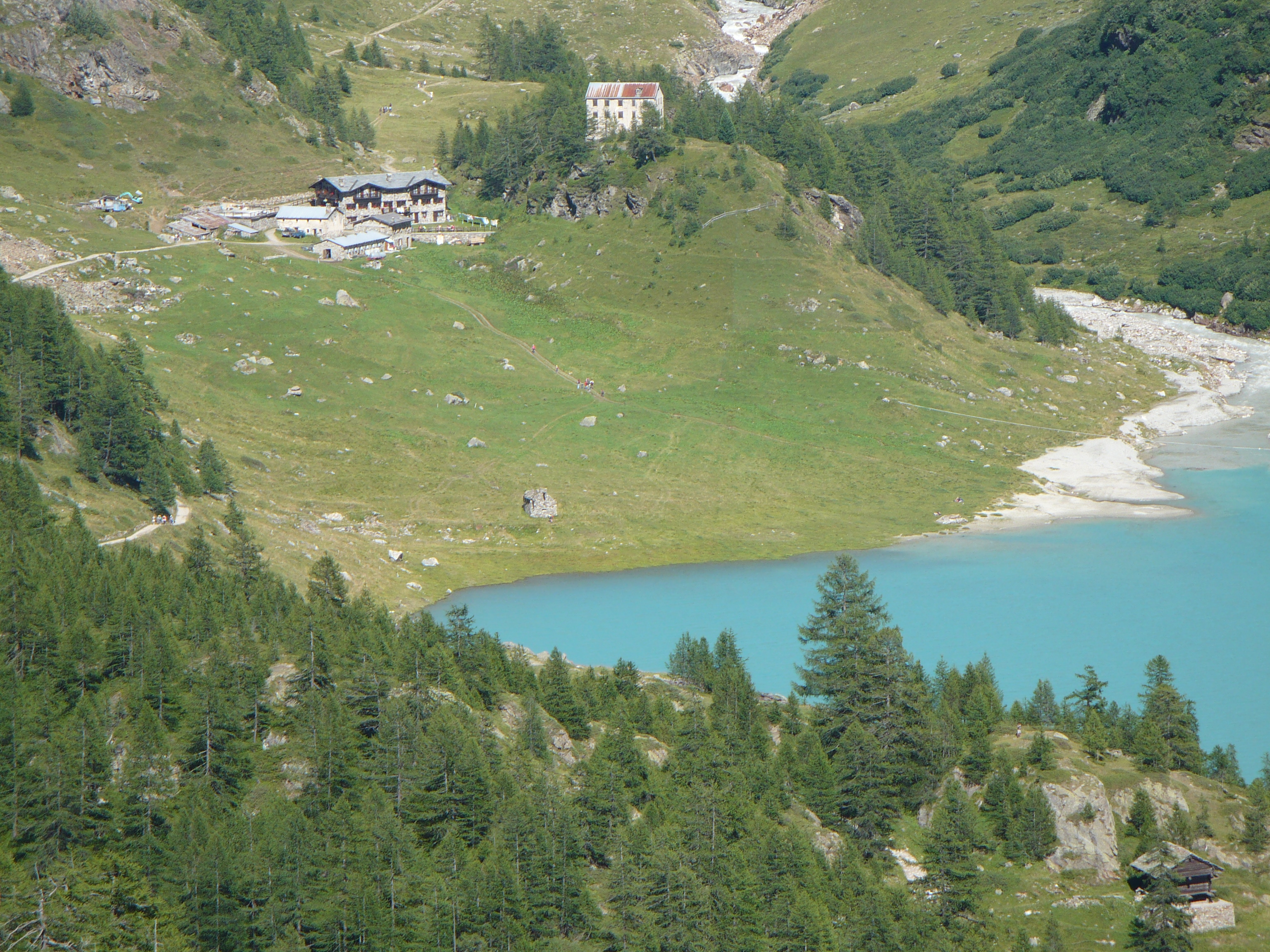
Berghäuser Rifugio Prarayer oberhalb des Buthier und des Place-Moulinsees

## Tourismus
Eine Fahrstrasse führt bis zum Parkplatz bei der Staumauer Place Moulin. Sie wurde für den Bau der Talsperre angelegt und dient jetzt auch dem Reiseverkehr.
Durch das Tal des Buthier verläuft ein Abschnitt des Aostataler Fernwanderwegs Haute Route n° 1. Dem Fluss entlang und durch die Täler seiner Seitenbäche führen neben den Fahrstrassen auch zahlreiche Fuß- und Wanderwege, die auf die Anhöhen und zu den Bergunterkünften führen. Im Tal des Buthier und in dessen Seitentälern stehen für Alpinisten neben den Herbergen in den Ortschaften und auf dem Grossen Sankt Bernhard zahlreiche Schutzhütten des Club Alpino Italiano und anderer Betreiber zur Verfügung.
Die Route des traditionsreichen Pilerwegs Via Francigena überquert die Alpen über den Grossen Sankt Bernhard und führt bei Aosta über den Buthier und weiter nach Rom.
Einige Wege dem Fluss entlang sind als Mountainbikerouten bekannt. Ein Mountainbiketrail führt vom Buthiertal aus über den Gebirgspass Fenêtre de Durand in das Val de Bagnes im Wallis.
Am Buthier besteht ein für das Sportfischen eingerichtetes Fischereireservat.